# Annakajsa Wahlstedt
Annakajsa Wahlstedt, född 27 juni 1942 i Lindesberg, är en svensk målare, grafiker och konsthantverkare.
Hon är dotter till konstnären Johan Bengt Wahlstedt och Lilly Margareta Björk och från 1965 gift med den amerikanske kompositören George Allan Russel. Efter att Wahlstedt utbildat sig I klänningssömnad studerade hon målning och teckning vid Arbetarnas bildningsförbunds målarskola i Falun 1960–1961 som följdes av studier i dekorativ målning och textil vid Konstfackskolan i Stockholm. Hon har medverkat i Dalakonstnärernas höstsalonger på Falun konsthall och samlingsutställningar med provinsiell konst. Hennes konst består av varierande motiv utförda i olja, gouache, collage, etsning, litografi och muralmåleri. 